# Utö distrikt
Utö distrikt är ett distrikt i Haninge kommun och Stockholms län. 
Distriktet omfattar ön Utö med kringöar.

## Tidigare administrativ tillhörighet
Distriktet inrättades 2016 och utgörs av socknen Utö i Haninge kommun.
Området motsvarar den omfattning Utö församling hade vid årsskiftet 1999/2000.